# Carolyn Miller
Carolyn Joyce Miller (Tucker, 31 marzo 1938 – Tomball, 23 dicembre 2008) è stata una cestista e allenatrice di pallacanestro statunitense.

## Carriera
Durante la sua permanenza al  Wayland Baptist College, fece parte della squadra che vinse 133 partite di college di fila. Fu AAU All-American nel 1959, 1960 e 1967. Con gli Stati Uniti ha disputato i Campionati del mondo del 1967 e due edizioni dei Giochi panamericani, dove ha vinto una medaglia d'oro (Chicago 1959) e una d'argento (Winnipeg 1967).
Dopo il ritiro ha allenato per 29 anni in varie scuole, inclusa la Stephen F. Austin State University. Ha inoltre fatto parte del Comitato olimpico degli Stati Uniti dal 1967 al 1971 e del Comitato olimpico femminile dal 1973 al 1976.
Nel 1998 è stata introdotta nella Wayland Baptist University's Athletic Hall of Honor.